# Герледан
Герледан (фр. Guerlédan) — новая коммуна на северо-западе Франции, находится в регионе Бретань, департамент Кот-д’Армор, округ Сен-Бриё, центр кантона Герледан. Расположена в 104 км к западу от Ренна и в 50 км к югу от Сен-Бриё. Через территорию коммуны проходит национальная автомагистраль N164.
Население (2019) — 2 439 человек.

## История
Коммуна образована 1 января 2017 года путем слияния коммун Мюр-де-Бретань и Сен-Гюэн. Центром новой коммуны является Мюр-де-Бретань. От него к новой коммуне перешли почтовый индекс и код INSEE. На картах в качестве координат Герледана указываются координаты Мюр-де-Бретань.

## Достопримечательности
- Часовня Святой Сюзанны XV века с башней XVIII века в Мюр-де-Бретани
- Церковь Святого Петра в Мюр-де-Бретани
- Шато Ла-Рош-Гюэннек XIII—XVII веков в Мор-де-Бретани
- Галерея-мегалит (гробница коридорного типа) Коэ-Коррек (эпоха неолита)
- Часовня Святого Тудвала XVI века в Сен-Гюэене

## Экономика
Структура занятости населения:
- сельское хозяйство — 8,5 %
- промышленность — 38,2 %
- строительство — 4,5 %
- торговля, транспорт и сфера услуг — 30,1 %
- государственные и муниципальные службы — 18,7 %

Уровень безработицы (2018) — 9,8 % (Франция в целом —  13,4 %, департамент Кот-д’Армор — 11,5 %). 

Среднегодовой доход на 1 человека, евро (2018) — 20 480 (Франция в целом — 21 730, департамент Кот-д’Армор — 21 230).

## Администрация
Пост мэра Герледана с 2017 года занимает Эрве Ле Лю (Hervé Le Lu), с 2014 года занимавший пост мэра Мюр-де-Бретань. На муниципальных выборах 2020 года возглавляемый им список победил в 1-м туре, получив 61,73 % голосов.
| Период | Период | Фамилия    | Партия        | Примечания                                                      |
| ------ | ------ | ---------- | ------------- | --------------------------------------------------------------- |
| 2017   |        | Эрве Ле Лю | Разные правые | музыкант, художественный руководитель, член Совета департамента |

## Галерея
- Часовня Святой Сюзанны
- Шато Ла-Рош-Гюэннек